# Ischia bianco spumante
L'Ischia bianco spumante è un vino DOC la cui produzione è consentita nell'isola di Ischia (NA).

## Caratteristiche organolettiche
- colore: paglierino più o meno carico-spuma fine e persistente.
- odore: delicato, caratteristico.
- sapore: asciutto, fresco, caratteristico.

## Abbinamenti consigliati
A fine pasto, nelle feste e nei party.

## Produzione
Provincia, stagione, volume in ettolitri
- nessun dato disponibile